# Communauté de communes du pays de Sault (Vaucluse)
 (décembre 2016).
Si vous disposez d'ouvrages ou d'articles de référence ou si vous connaissez des sites web de qualité traitant du thème abordé ici, merci de compléter l'article en donnant les références utiles à sa vérifiabilité et en les liant à la section « Notes et références ».
Pour la structure intercommunale homonyme de l’Aude, voir Communauté de communes du pays de Sault (Aude).
La communauté de communes du pays de Sault est une ancienne communauté de communes française, située dans le département de Vaucluse et la région Provence-Alpes-Côte d’Azur. Elle fusionne, au 1er janvier 2013, avec la communauté de communes des Terrasses du Ventoux pour former la Communauté de communes Ventoux Sud.

## Composition
Elle était composée des cinq communes suivantes :
- Aurel
- Monieux
- Saint-Christol
- Saint-Trinit
- Sault

## Compétences
Aménagement de l'espace communautaire
- Études de faisabilité ou de coordination
- Actions ou opérations d'intérêt communautaire
- Création et Réalisation de Zones d'Aménagement Concerté (ZAC)

Actions de développement économique
- Maintien, soutien et développement dans les domaines agricole, commercial, artisanal, tertiaire et touristique
- Toutes actions tendant à la promotion, à la valorisation, à la recherche et à l’installation d’actions à caractère économique sur l’ensemble du territoire de la Communauté de Communes
- Constitution et gestion de réserve foncière en vue de réaliser des opérations à vocation économique

Protection et mise en valeur de l'environnement
Politique de l'Habitat
- Élaboration de programmes locaux d’habitat, ou d’implication dans des démarches partenariales d’accompagnement de politiques prioritaires en concertation avec les autres pouvoirs publics
- Appui éventuel sur décision du Conseil de Communauté à des organismes extérieurs d’intérêt général et communautaire, par la mise à disposition de moyens et de personnel

Action sociale d'intérêt communautaire
- Gestion de la Crèche implantée sur le territoire communautaire
- Gestion du Centre de loisirs sans hébergement et du Club Jeunes implantés sur le territoire communautaire
- Gestion du contrat Enfance Jeunesse signé avec la Caisse d’Allocations Familiales et la Mutualité Sociale Agricole.

Équipements culturels et sportifs d'intérêt communautaire
Électrification
Transports/Gestion des services scolaires et périscolaires
Gestion de personnel en vue de mise à disposition
Aménagement agro-pastoral et travaux d'hydraulique agricole.